# Ken Bannister
Kenneth Darnell Bannister, més conegut com a Ken Bannister o The Animal (Baltimore, Maryland, 1 d'abril de 1960), és un exjugador de bàsquet nord-americà. Amb els seus 2,06 metres d'alçada, jugada en la posició de pivot.

## Carrera esportiva
Va debutar en l'NBA el 1984 de la mà dels New York Knicks, on va jugar dues temporades. Els 1986 fitxa pel Hapoel Holon de la lliga israeliana, i en el 87 torna als Estats Units per jugar a la CBA. A mitjans del 89 torna a ser jugador NBA amb Los Angeles Clippers, on juga fins al 1991. Torna a jugar un any i mig a la CBA abans de provar sort a la lliga canadenca. El 1993 fitxa pel Taugrés Vitoria de la lliga ACB, amb qui seria subcampió de la Copa del Rei i de la Recopa d'Europa. Les dues temporades següents les jugarà amb l'Amway Zaragoza, on tornaria a ser subcampió de Copa, i la temporada 1996-97 amb el Joventut de Badalona durant quatre partits. Seria tallat per Tanoka Beard i acabaria la temporada al Baloncesto Fuenlabrada. Després de la seva estada a Espanya jugaria en diversos equips de les lligues argentina i brasilera.